# Carreras de Grupo
Las carreras de Grupo son las carreras de más alto nivel en el deporte de las carreras de caballos.

## El sistema
Este sistema de clasificación, instaurado en 1971, distingue las carreras dependiendo del nivel y valor de los caballos que las disputan. Las carreras de Grupo 1 (o Grupo I, y a veces Grado 1 en los Estados Unidos) son las más importantes, seguidas de las carreras de Grupo 2 (o Grupo II), y de las de Grupo 3 (o Grupo III). Solamente los caballos dotados de gran calidad disputan este tipo de carreras, y los resultados que obtienen en este tipo de carreras son importantes para determinar su valor para la cría (sementales o yeguas de cría). A veces, se habla de carreras black type o negrita, ya que los caballos que las ganan o se colocan es estas carreras, aparecen resaltados en negrita en los catálogos de subastas 
La designación de carreras de Grupo en Europa lo lleva el European Pattern Committee,  que depende de la Federación Internacional de Autoridades Hípicas (FIAH), y sobre el siguiente rating medio de los corredores : 
- Grupo 1 — Rating oficial mínimo de 115 (110 para los 2 años)
- Grupo 2 — Rating oficial mínimo de 110 (105 para los 2 años)
- Grupo 3 — Rating oficial mínimo de 105 (100 para los 2 años)

En la actualidad, ninguna carrera disputada en España está clasificada como carrera de Grupo.

## Lista de carreras de Grupo en el Mundo[3]

### Francia

#### Grupo 1
| Mes          | Premio                                        | Hipódromo      | Distancia | Condiciones                  | Premio      |
| ------------ | --------------------------------------------- | -------------- | --------- | ---------------------------- | ----------- |
| Abril/mayo   | Prix Ganay                                    | ParisLongchamp | 2 100 m   | 4 años en adelante           | 300.000 €   |
| Mayo         | Poule d'Essai des Pouliches                   | ParisLongchamp | 1 600 m   | Potrancas de 3 años          | 500.000 €   |
| Mayo         | Poule d'Essai des Poulains                    | ParisLongchamp | 1 600 m   | Potros de 3 años             | 600.000 €   |
| Mayo         | Prix Saint-Alary                              | ParisLongchamp | 2 000 m   | Potrancas de 3 años          | 250.000 €   |
| Mayo         | Prix d'Ispahan                                | ParisLongchamp | 1 850 m   | 4 años en adelante           | 250.000 €   |
| Junio        | Prix du Jockey Club                           | Chantilly      | 2 100 m   | 3 años                       | 1.500.000 € |
| Junio        | Prix de Diane                                 | Chantilly      | 2 100 m   | Potrancas de 3 años          | 1.000.000 € |
| Junio/julio  | Grand Prix de Saint-Cloud                     | Saint-Cloud    | 2 400 m   | 4 años en adelante           | 400.000 €   |
| Junio/julio  | Prix Jean Prat                                | Deauville      | 1 400 m   | 3 años                       | 400.000 €   |
| Julio        | Grand Prix de París                           | ParisLongchamp | 2 400 m   | 3 años                       | 600.000 €   |
| Julio/agosto | Prix Rothschild                               | Deauville      | 1 600 m   | Yeguas de 3 años en adelante | 300.000 €   |
| Agosto       | Prix Maurice de Gheest                        | Deauville      | 1 300 m   | 3 años en adelante           | 380.000 €   |
| Agosto       | Prix Jacques Le Marois                        | Deauville      | 1 600 m   | 3 años en adelante           | 1.000.000 € |
| Agosto       | Prix Morny                                    | Deauville      | 1 200 m   | 2 años                       | 350.000 €   |
| Agosto       | Prix Jean Romanet                             | Deauville      | 2 000 m   | Yeguas de 4 años en adelante | 250.000 €   |
| Septiempre   | Prix du Moulin de Longchamp                   | ParisLongchamp | 1 600 m   | 3 años en adelante           | 450.000 €   |
| Septiembre   | Prix Vermeille                                | ParisLongchamp | 2 400 m   | Yeguas de 3 años en adelante | 600.000 €   |
| Octubre      | Prix du Cadran                                | ParisLongchamp | 4 000 m   | 4 años en adelante           | 300.000 €   |
| Octubre      | Prix de la Forêt                              | ParisLongchamp | 1 400 m   | 3 años en adelante           | 350.000 €   |
| Octubre      | Prix de l'Abbaye de Longchamp                 | ParisLongchamp | 1 000 m   | 2 años en adelante           | 350.000 €   |
| Octubre      | Prix de l'Opéra                               | ParisLongchamp | 2 000 m   | Yeguas de 3 años en adelante | 500.000 €   |
| Octubre      | Prix de Royallieu                             | ParisLongchamp | 2 500 m   | Yeguas de 3 años en adelante | 300.000 €   |
| Octubre      | Prix Marcel Boussac - Critérium des Pouliches | ParisLongchamp | 1 600 m   | Potrancas de 2 años          | 400.000 €   |
| Octubre      | Prix Jean-Luc Lagardère                       | ParisLongchamp | 1 400 m   | 2 años                       | 400.000 €   |
| Octubre      | Prix de l'Arc de Triomphe                     | ParisLongchamp | 2 400 m   | 3 años en adelante           | 5.000.000 € |
| Octubre      | Prix Royal-Oak                                | ParisLongchamp | 3 100 m   | 3 años en adelante           | 350.000 €   |
| Oct. / Nov.  | Critérium International                       | ParisLongchamp | 1 400 m   | 2 años                       | 250.000 €   |
| Oct. / Nov.  | Critérium de Saint-Cloud                      | Saint-Cloud    | 2 000 m   | 2 años                       | 250.000 €   |

#### Grupo 2
| Mes          | Premio                        | Hipódromo      | Distancia | Condiciones                  |
| ------------ | ----------------------------- | -------------- | --------- | ---------------------------- |
| Marzo/abril  | Prix d'Harcourt               | ParisLongchamp | 2 000 m   | 4 años en adelante           |
| Mayo         | Prix du Muguet                | Saint-Cloud    | 1 600 m   | 4 años en adelante           |
| Mayo         | Prix Hocquart                 | ParisLongchamp | 2 200 m   | 3 años                       |
| Mayo         | Prix Greffulhe                | Saint-Cloud    | 2 000 m   | 3 ans                        |
| Mai          | Prix Vicomtesse Vigier        | ParisLongchamp | 3 100 m   | 4 años en adelante           |
| Mayo/junio   | Prix Corrida                  | Saint-Cloud    | 2 100 m   | Yeguas de 4 años en adelante |
| Mayo/junio   | Prix du Gros-Chêne            | Chantilly      | 1 000 m   | 3 años en adelante           |
| Mayo/junio   | Prix de Sandringham           | Chantilly      | 1 600 m   | Potrancas de 3 años          |
| Junio        | Grand Prix de Chantilly       | Chantilly      | 2 400 m   | 4 años en adelante           |
| Junio/julio  | Prix de Malleret              | Saint-Cloud    | 2 400 m   | Potrancas de 3 años          |
| Julio        | Prix Maurice de Nieuil        | ParisLongchamp | 2 800 m   | 4 años en adelante           |
| Julio        | Prix Robert Papin             | Chantilly      | 1 100 m   | 2 años                       |
| Julio        | Prix Eugène Adam              | Saint-Cloud    | 2 000 m   | 3 años                       |
| Agosto       | Prix de Pomone                | Deauville      | 2 500 m   | Yeguas de 3 años en adelante |
| Agosto       | Prix Guillaume d'Ornano       | Deauville      | 2 000 m   | 3 años                       |
| Agosto       | Prix du Calvados              | Deauville      | 1400 m    | Potrancas de 2 ans           |
| Agosto       | Prix Kergorlay                | Deauville      | 3 000 m   | 3 años en adelante           |
| Agosto       | Prix de la Nonette            | Deauville      | 2 000 m   | Potrancas de 3 ans           |
| Agosto       | Grand Prix de Deauville       | Deauville      | 2 500 m   | 3 años en adelante           |
| Septiembre   | Prix Niel                     | ParisLongchamp | 2 400 m   | 3 años                       |
| Septiembre   | Prix Foy                      | ParisLongchamp | 2 400 m   | 4 años en adelante           |
| Sept. / Oct. | Prix Chaudenay                | ParisLongchamp | 3 000 m   | 3 años                       |
| Sept. / Oct. | Prix Daniel Wildenstein       | ParisLongchamp | 1 600 m   | 3 años en adelante           |
| Sept. / Oct. | Prix Dollar                   | ParisLongchamp | 1 950 m   | 3 años en adelante           |
| Octubre      | Prix du Conseil de Paris      | ParisLongchamp | 2 400 m   | 3 años en adelante           |
| Oct. / Nov.  | Critérium de Maisons-Laffitte | Chantilly      | 1 200 m   | 2 años                       |